# Acacia gordonii
Acacia gordonii là một loài thực vật có hoa trong họ Đậu. Loài này được (Tindale) Pedley miêu tả khoa học đầu tiên.